# On the Floor
On the Floor ist ein Lied der US-amerikanischen Sängerin Jennifer Lopez, das sie zusammen mit dem US-Rapper Pitbull aufgenommen hat. Der Song war die erste Singleauskopplung aus Lopez siebtem Studioalbum Love? und wurde am 11. Februar 2011 von Island Records veröffentlicht. Produziert wurde das Lied vom Musikproduzenten RedOne. Der Song erreichte in vielen Ländern wie Deutschland, Österreich und Schweiz Platz eins der Charts. In diesen Ländern wurde das Lied mit den meistverkauften Songs auch zum erfolgreichsten Titel des Jahres 2011.

## Hintergrund
Der Song erschien zunächst als Begleitmusik zu Lopez L’Oréal-Werbespot im Internet; die offizielle Premiere fand am 16. Januar 2011 während der Verleihung der 68. Golden Globe Awards in Los Angeles statt. Das Lied war nach der Promo-Single Fresh Out the Oven die zweite Zusammenarbeit von Lopez und Pitbull, die das Stück am 5. Mai 2011 während der US-amerikanischen TV-Show American Idol erstmals live sangen.
Die Melodie von On the Floor enthält im Refrain gesamplete Elemente aus dem Song Lambada der Band Kaoma aus dem Jahr 1989, eine zunächst urheberrechtlich nicht autorisierte Coverversion des Stückes Llorando Se Fué der Musikgruppe Los Kjarkas aus dem Jahr 1982. Außergewöhnlich an dem Lied ist die Kombination der Stilrichtungen aus der Dancemusik, hier vor allem die an Reggaeton erinnernde durchgehende four-to-the-floor Bassdrum mit einem punktierten Soca-Rhythmus und die Klangfarbe des aus dem Song Lambada entnommenen Bandoneons.

## Rezeption
Der Musikkritiker Bill Lamb von About.com bezeichnete den Song als „Jennifer Lopez maßgebenden Partyrhythmus“, mit „unaufhaltsamen Dance-Pop-Einfluss“ und „kleinen exotischen Berührungspunkten“. Zudem fanden Kritiker, dass das Stück Ähnlichkeit mit dem House-Song Stereo Love von Edward Maya aufweist.

## Musikvideo
Das Video zu On the Floor wurde am 22. und 23. Januar 2011 unter der Regie von Filmregisseur TAJ Stansberry gedreht. Für den Videodreh wurde ein offenes Casting abgehalten, um passende Darsteller zu finden. Die offizielle Premiere fand in der zehnten Ausgabe von der US-amerikanischen Castingshow American Idol am 3. März 2011 statt. Dort konnten die Fans über die Webseite der Show für eine von drei verschiedenen Varianten der letzten Szenen des Videos abstimmen.

## Kommerzieller Erfolg

### Chartplatzierungen
| ChartsChartplatzierungen       | Höchstplatzierung | Wochen |
| ------------------------------ | ----------------- | ------ |
| Deutschland (GfK)              | 1 (54 Wo.)        | 54     |
| Österreich (Ö3)                | 1 (42 Wo.)        | 42     |
| Schweiz (IFPI)                 | 1 (51 Wo.)        | 51     |
| Vereinigte Staaten (Billboard) | 3 (29 Wo.)        | 29     |
| Vereinigtes Königreich (OCC)   | 1 (33 Wo.)        | 33     |

| ChartsJahrescharts (2011)      | Platzierung |
| ------------------------------ | ----------- |
| Deutschland (GfK)              | 1           |
| Österreich (Ö3)                | 1           |
| Schweiz (IFPI)                 | 1           |
| Vereinigte Staaten (Billboard) | 11          |
| Vereinigtes Königreich (OCC)   | 10          |

| ChartsJahrescharts (2010–2019) | Platzierung |
| ------------------------------ | ----------- |
| Österreich (Ö3)                | 51          |

### Auszeichnungen für Musikverkäufe
On the Floor wurde weltweit mit 2× Gold, 38× Platin, sowie 3× Diamant ausgezeichnet. Damit wurde die Single laut Auszeichnungen mehr als 9,4 Millionen Mal verkauft.

| Land/Region                  | Auszeichnungen für Musikverkäufe (Land/Region, Auszeichnung, Verkäufe) | Verkäufe  |
| ---------------------------- | ---------------------------------------------------------------------- | --------- |
| Australien (ARIA)            | 4× Platin                                                              | 280.000   |
| Belgien (BRMA)               | Platin                                                                 | 30.000    |
| Brasilien (PMB)              | 3× Diamant                                                             | 750.000   |
| Dänemark (IFPI)              | 2× Platin                                                              | 180.000   |
| Deutschland (BVMI)           | 7× Gold                                                                | 1.050.000 |
| Finnland (IFPI)              | Platin                                                                 | 12.213    |
| Frankreich (SNEP)            | —                                                                      | 170.900   |
| Italien (FIMI)               | 3× Platin                                                              | 90.000    |
| Japan (RIAJ)                 | Gold (Mobile Downloads) · + Platin (Digital)                           | 350.000   |
| Kanada (MC)                  | 5× Platin                                                              | 400.000   |
| Neuseeland (RMNZ)            | 4× Platin                                                              | 120.000   |
| Russland (NFPF)              | Platin                                                                 | 200.000   |
| Schweden (IFPI)              | 2× Platin                                                              | 80.000    |
| Schweiz (IFPI)               | 4× Platin                                                              | 120.000   |
| Spanien (Promusicae)         | 3× Platin                                                              | 120.000   |
| Vereinigte Staaten (RIAA)    | 3× Platin                                                              | 3.800.000 |
| Vereinigtes Königreich (BPI) | 3× Platin                                                              | 1.800.000 |
| Insgesamt                    | 2× Gold · 40× Platin · 3× Diamant ·                                    | 9.503.113 |

Hauptartikel: Jennifer Lopez/Auszeichnungen für Musikverkäufe